# Rasphone.pbk
Disponible desde: MS-DOS Win32
Usado para: Conexiones de red
Rasphone.pbk, archivo para MS-DOS.

## Descripción
Es un archivo en el que se contienen todos los números de teléfonos para la marcación de rasdial.